# Raymar Morgan
Pour les articles homonymes, voir Morgan.
Raymar Morgan, né le 8 août 1988 à Canton dans l'Ohio, est un joueur américain de basket-ball.

## Biographie
En juillet 2021, Morgan s'engage avec l'ASVEL Lyon-Villeurbanne pour une saison.
Le 29 juin 2022, Morgan s'engage en faveur du club turc de Galatasaray SK.

## Palmarès
- Champion de France en 2021-2022